# Альфаро, Энрике
Энике Альфаро Рохас (исп. Enrique Alfaro Rojas; родился 11 декабря 1974 года в Мехико, Мексика) — мексиканский футболист, центральный полузащитник. Известен по выступлениям за мексиканскую «Толуку» и сборную Мексики. Участник Олимпийских игр 1996 года в Атланте.

## Клубная карьера
Альфаро родился в Мехико и начал свою карьеру в «Толука». В команде он провёл всю свою карьеру. Энрике помог клубу трижды выиграть чемпионат Мексики. В 2002 году Альфаро принял решение о завершении карьеры, за 18 сезонов в «Толуке», он принял участие в 315 матчах и забил 46 мячей во всех турнирах.

## Международная карьера
12 июня 1996 года в товарищеском матче против сборной Ирландии Альфаро дебютировал в сборной Мексики. В том же году в составе олимпийской сборной Мексики Энрике принял участие в Олимпийских играх в Атланте. На турнире он сыграл в матчах против команд Италии, Южной Кореи, Ганы и Нигерии.
17 января 1997 года в матче Кубка США против сборной Дании Энрике забил свой первый гол за национальную команду.
В 1998 году Альфаро выиграл Золотой кубок КОНКАКАФ. На турнире он принял участие в матчах против сборных Тринидада и Тобаго, Гондураса и США.

### Голы за сборную Мексики
| #   | Дата            | Место                                 | Противник | Счёт | Результат | Соревнование                     |
| --- | --------------- | ------------------------------------- | --------- | ---- | --------- | -------------------------------- |
| 01. | 17 января 1997  | Куальком Стэдиум, Хьюстон, США        | Дания     | 1:0  | 3:1       | Copa USA 1997                    |
| 02. | 12 октября 1997 | Стадион Содружества, Эдмонтон, Канада | Канада    | 0:1  | 2:2       | Чемпионат мира 1998 квалификация |

## Достижения
Клубные
 «Толука»
- Чемпионат Мексики по футболу — Летний чемпионат 1998
- Чемпионат Мексики по футболу — Летний чемпионат 1999
- Чемпионат Мексики по футболу — Летний чемпионат 2000

Международные
 Мексика
- Золотой кубок КОНКАКАФ — 1998